# Peripsychoda scarificata
Peripsychoda scarificata és una espècie d'insecte dípter pertanyent a la família dels psicòdids.

## Descripció
- Femella: ulls separats per 2,5 facetes de diàmetre; sutura interocular formant un angle obtús; vèrtex igual a 2-2,5 vegades l'amplada del pont ocular; occipuci aplanat i lleugerament protuberant; front amb una àrea pilosa, normalment triangular; antenes de 0,67-0,71 mm de llargària i amb l'escap 1,5 vegades la mida del pedicel; ales d'1,40-1,50 mm de llargada i de 0,52-0,60 mm d'amplada i amb la vena subcostal fusionada amb R1; fèmur més llarg que la tíbia; lòbul apical de la placa subgenital més ample que llarg i força còncau apicalment; espermateca hemisfèrica amb una certa reticulació fosca en part de la seua superfície.
- El mascle no ha estat encara descrit.[3]

## Distribució geogràfica
És un endemisme de Nova Guinea.